# Jan Łachut
Jan Łachut (ur. 12 marca 1939 w Kobylnach, zm. 7 października 2009) – polski szachista.

## Życiorys
Przez cały czas trwania szachowej kariery reprezentował barwy "Anilany" ("Unii") Łódź, przez kilkanaście lat pełniąc funkcję kierownika sekcji szachowej w tym klubie. W latach 1954 (w Szczawnicy) i 1958 (w Krakowie) dwukrotnie zdobył tytuły wicemistrza Polski juniorów. Trzykrotnie (Katowice 1961, Rzeszów 1966 i Poznań 1975) startował w finałach mistrzostw Polski, zajmując odległe miejsca (odpowiednio XVI, XV i LXXXII). Był jednak groźnym przeciwnikiem w pojedynczych partiach, np. podczas finału w 1961 r. zwyciężył Jacka Bednarskiego oraz zremisował z Bogdanem Śliwą, natomiast w 1966 r. pokonał Włodzimierza Schmidta. Był wielokrotnym uczestnikiem rozgrywek o drużynowe mistrzostwo Polski, trzykrotnie zdobywając medale: dwa srebrne (Ciechocinek 1976 i Katowice 1977) oraz brązowy (Augustów 1975).
Jan Łachut posiadał tytuł mistrza krajowego, który otrzymał w 1962 roku.
Według retrospektywnego systemu Chessmetrics, najwyżej sklasyfikowany był w sierpniu 1966 r., zajmował wówczas 427. miejsce na świecie.